# ソフトウェアスイート
ソフトウェアスイート（英: Software suite）とは、良く使われるアプリケーションソフトウェアや機能的に関連のあるプログラミングソフトウェアを特定用途向けに一まとめにされたソフトウェアパッケージのこと。アプリケーションスイート（英: Application suite）や統合ソフト（英: Integrated software）とも呼ばれる。スイート (Suite) とは「ひとそろいの、一式の」という意味である。パッケージ化されたソフトウェアでは共通のユーザインタフェースを持たせ、ソフトウェア間でデータ交換がスムーズに行えるようになっていることも多い。
主にパーソナルコンピュータで使われるソフトウェアをセットにしたものを指すが、サーバ向けのソフトウェアスイートなども存在する。
多くのソフトウェアメーカーによるソフトウェアスイートは古いプログラムを再パッケージ化した製品に過ぎないが、各ソフトウェアを個別のパッケージで購入するより安い値段となっていることが多い。
ソフトウェアスイートのうち、異なる機能を持つプログラムを一つのアプリケーションにまとめているものを統合ソフトと呼ぶ場合もある。

## ソフトウェアスイートの例
- オフィススイート
- インターネットスイート
- インターネットセキュリティスイート
- グラフィックスイート